# Дамодар (река)
Дамодар (на английски: Damodar, на хинди: दामोदर नदी, на бенгалски: দামোদর নদ) е река в Източна Индия, в щатите Джаркханд и Западна Бенгалия, десен приток на Хугли (десния голям ръкав от делтата на Ганг). Дължина 592 km. Река Дамодар води началото си на 704 m н.в., от североизточните части на платото Чхота-Нагпур, в щата Джаркханд. В горното си течение протича по североизточните части на платото, а в средното и долното – през източната част на Индо-Гангската равнина. Влива се отдясно в река Хугли – десния (западен) ръкав от делтата на Ганг, на около 30 km югозападно от Калкута. Основни притоци: леви – Барки, Кунур, Джамуния, Баракар; десни – Сали. Има ясно изразено лятно-есенно пълноводие, причиняващо понякога катастрофални наводнения. Среден годишен отток 296 m³/s. По течението на реката и по нейните притоци от 1948 г. се извършва мащабно строителство на най-голямата в Индия Дамодарска хидроенерго система, като досега са въведени в експлоатация 7 ВЕЦ-а и 2 ТЕЦ-а с обща мощност 520 хил. квт. Изградени са 7 язовира и няколко хиляди километра иригационни канали, чрез които се напояват над 535 хил. ха земеделски земи..